# Justizamt Ballenstedt
Das Justizamt Ballenstedt war 1810 bis 1847 eine Gerichts- und Verwaltungseinheit im Herzogtum Anhalt-Bernburg mit Sitz in Ballenstedt.

## Geschichte
Ab 1810 wurden die landesherrlichen Verwaltungs- und Gerichtseinheiten in Anhalt-Bernburg einheitlich Justizamt genannt, entsprechend bildete das bisherige Amt Ballenstedt nun das Justizamt Ballenstedt. Es umfasste die Stadt Gernrode und die Dörfer Badeborn, Radisleben und Opperode. Das Dorf Rieder war bereits 1808 zum Amt Gernrode geschlagen worden. Im Jahre 1830 wurden 6019 Einwohner in 944 Häusern gezählt. Das Justizamt war sowohl Gericht erster Instanz als auch Verwaltungsbehörde. Als Appellationsgericht diente die herzogliche Regierung in Bernburg.

## Neuorganisation 1849/1850
Mit der Märzrevolution war eine umfassende Verwaltungs- und Justizreform verbunden. Die Trennung der Rechtsprechung von der Verwaltung wurde eingeführt und die Patrimonialgerichte abgeschafft. Die Verwaltungsaufgaben übernahmen die Kreisämter und die Gerichtsfunktionen die Kreisgerichte und Kreisgerichtskommissionen.
Für die Justiz entstand so das Kreisgericht Ballenstedt. Dieses war dem Oberlandesgericht Dessau in zweiter und dem Preußische Obertribunal als letzter Instanz nachgeordnet. Die Verwaltungsaufgaben übernahm das Kreisamt Ballenstedt.